# Nosodendron strigiferum
Nosodendron strigiferum är en skalbaggsart som beskrevs av Champion 1923. Nosodendron strigiferum ingår i släktet Nosodendron och familjen almsavbaggar. Inga underarter finns listade i Catalogue of Life.